# Politik & Kommunikation
Politik & Kommunikation, Eigenschreibweise politik&kommunikation (p&k), ist ein deutsches Spartenmagazin für politische Kommunikation, das seit 2002 im Verlag Quadriga Media Berlin GmbH (bis 2016 Helios Media GmbH) erscheint.

Es erscheint mit einer jährlich sinkenden Auflage.
Herausgeber sind Rudolf Hetzel und Torben Werner, Chefredakteur ist Konrad Göke.

## Ausrichtung
Seit 2015 erscheint die Printausgabe nur noch viermal jährlich. Das Magazin berichtet über politische Strategie, Trends und Entwicklungen, betrachtet Machttechnik, Kampagnen und Methoden und stellt zentrale Akteure des Politikbetriebs vor.
politik&kommunikation richtet sich an Personen im Umfeld politischer Entscheidungen: Abgeordnete und deren Mitarbeiter, Mitglieder der Bundesregierung sowie deren Stäbe und politische Beamte, Interessenvertreter von Verbänden und Unternehmen, Parteizentralen und Wahlkämpfer, Public-Affairs-Agenturen, Hauptstadtjournalisten, aber ebenso an Leser im gesamten Bundesgebiet vom Landtagsabgeordneten bis zum Sprecher einer Landesregierung sowie Politikwissenschaftler.

## Veranstaltungen
Seit 2003 verleiht politik&kommunikation jedes Jahr den Politikaward. Mit dem Preis werden politische Persönlichkeiten sowie Projekte und strategische Kampagnen im Bereich der politischen Kommunikation ausgezeichnet. Vergeben wird der Award in den Kategorien „Lebenswerk“, „Politiker des Jahres“ und „Aufsteiger des Jahres“. Darüber hinaus gibt es eine Reihe kampagnenbezogener Kategorien. Der Jury gehören Experten aus dem Umfeld der politischen und strategischen Kommunikation.

## Personen
| seit 2002     | Rudolf Hetzel  |
| 2002 bis 2014 | Daniel Steuber |
| 2004 bis 2006 | Tobias Kahler  |
| 2014 bis 2019 | Georg Milde    |
| seit 2020     | Torben Werner  |

| 2002 bis 2004 | Tobias Kahler     |
| 2004 bis 2006 | Manuel Lianos     |
| 2006 bis 2008 | Mirjam Stegherr   |
| 2006 bis 2007 | Till Schröder     |
| 2008 bis 2012 | Sebastian Lange   |
| 2012 bis 2014 | Nicole Alexander  |
| 2015 bis 2018 | Viktoria Bittmann |
| 2018 bis 2019 | Kathi Preppner    |
| seit 2020     | Konrad Göke       |